# Connarus wightii
Connarus wightii là một loài thực vật có hoa trong họ Connaraceae. Loài này được Hook.f. mô tả khoa học đầu tiên năm 1876.